# Olcea
Olcea là một xã thuộc hạt Bihor, România. Dân số thời điểm năm 2002 là 2965 người.